# 索默斯多夫 (梅克伦堡-前波美拉尼亚州)
索默斯多夫（德語：Sommersdorf）是德国梅克伦堡-前波美拉尼亚州的市镇，隶属于梅克伦堡湖区县，总面积为8.74平方千米，截至2020年总人口为227人。